# Хамес Родрігес
Ха́мес Даві́д Родрі́гес Ру́біо (ісп. James Rodríguez, МФА: [ˈxames roˈðɾiɣes], нар. 12 липня 1991, Кукута) — колумбійський футболіст, атакувальний півзахисник бразильського клубу  «Сан-Паулу» та збірної Колумбії.

## Клубна кар'єра

### «Енвігадо»
У дорослому футболі дебютував у 15-річному віці виступами за «Енвігадо», в якому провів два сезони, взявши участь у 55 матчах чемпіонату. Вже від початку сезону 2007/08 16-річний на той час гравець став не лише одним з основних півзахисників команди, але й одним з її головних бомбардирів, забивши 9 голів у 22 іграх першості.

### «Банфілд»
Своєю грою привернув увагу представників тренерського штабу аргентинського «Банфілда», до складу якого приєднався в січні 2008 року. Відіграв за команду з околиці Банфілда наступні два сезони своєї ігрової кар'єри.
Граючи у складі «Банфілда», з другого сезону виходив на поле в основному складі команди. 26 вересня 2009 року Хамес забив переможний гол у ворота «Ньюелз Олд Бойз», який приніс «Банфілду» перемогу у чемпіонаті країни, що стала першою в багаторічній історії клубу.

### «Порту»
До складу португальського «Порту» приєднався 6 липня 2010 року за 5,1 млн євро, підписавши контракт на чотири роки. В першому ж сезоні допоміг команді виграти Лігу Європи та зробити «золотий дубль», вигравши у національному чемпіонаті і Кубку країни.
14 червня 2011 року Родрігес продовжив контракт з клубом до літа 2016 року, а в контракт був включений пункт, по якому потенційний покупець футболіста був змушений виплатити відступні у розмірі 45 млн євро. Протягом наступних двох сезонів допомагав команді захищати чемпіонський титул, завойований роком раніше, забиваючи щонайменше десять голів за сезон у першості Португалії.

### «Монако»
24 травня 2013 року французький «Монако» скористався прописаним у контракті Родрігеса зобов'язанням «Порту» погодитися на трансфер гравця при отриманні пропозиції у 45 мільйонів євро і, сплативши зазначену суму, підписав з ним п'ятирічну угоду. Цей трансфер став найдорожчим не тільки в історії клубу, але й в історії Ліги 1.
Проте вже за тиждень «Монако», спираючись на фінансові ресурси свого власника, російського мільярдера Дмитра Риболовлєва, та маючи на меті з першого ж сезону в Лізі 1 нав'язати боротьбу за чемпіонство «Парі Сен-Жермен», оновив трвнсферний рекорд, придбавши за 60 мільйонів євро у мадридського «Атлетіко» партнера Родрігеса по збірній Колумбії нападника Радамеля Фалькао.
На початку сезону 2013/14 колумбійська пара атакувальних гравців була головною ударною силою «Монако», а після травми Фалькао у січні 2014 Родрігес не менш успішно взаємодіяв з іншими гравцями передньої лінії поля. За результатами сезону «Монако» здобув срібні нагороди першості, по ходу якої Родрігес відзначився 9 забитими голами. Проте найбільш ефективним він був в організації взяття воріт суперників, ставши лідером Ліги 1 за кількістю результативних передач і увійшовши до символічної збірної сезону.

### «Реал Мадрид»
Невдовзі після надзвичайно успішного виступу Родрігеса на чемпіонаті світу 2014, на якому атакувальний захисник став найкращим бомбардиром, було оголошено про укладання ним шестирічного контракту з іспанським клубом «Реал Мадрид», який за неофіційними оцінками сплатив за цей трансфер еквівалент 63 мільйонам фунтів.
Попри високу конкуренцію в атакувальній ланці «Реала» відразу після свого приходу до команди почав отримувати ігровий час, регулярно виідзначаючись забитими голами і асистуючи партнерам. Попри важку травму, яка залишила його поза грою на два місяці, провів за свій дебютний сезон у Мадриді 46 матчів у всіх турнірах.
З поверненням на тренерський місток «Реала» Зінедіна Зідана на початку 2016 року ігровий час Родрігеса почав зменшуватися. В сезоні 2016/17 в усіх змаганнях провів лише 32 гри, в яких встиг відзначитися 11 голами і 13 результативними передачами, допомігши команді здобути титул чемпіонів Іспанії і вдруге поспіль тріумфувати у Лізі чемпіонів. Попри ці успіхи місце гравця ротації «Реала» колумбійця не влаштовувало і він попросив віддати його в оренду, до клубу, в команді якого він міг би стабільно грати в основному складі.

### «Баварія»
Враховуючи рівень гри Родрігеса таким клубом став діючий чемпіон Німеччини мюнхенська «Баварія», яка 11 липня 2017 року офіційно оголосила  про перехід Родрігеса до її складу на правах дворічної оренди. Ключову роль у запрошенні Родрігеса, чия оренда обійшлася німецькому клубу у 13 мільйонів євро, зіграв головний тренер клубу Карло Анчелотті, за керівництва якого командою «Реала» колумбієць переходив до іспанського гранда і провів свій найкращий сезон у Мадриді.
В сезоні 2017/18, своєму першому у «Баварії», Хамес взяв участь у 23 матчах чемпіонату, в яких 7 разів видзначався голами і 11 разів успішно асистував партнерам. Наприкінці сезону, який завершився перемогою в Бундеслізі, генеральний директор мюнхенського клубу Карл-Гайнц Румменігге високо оцінив внесок Родрігеса в успіхи команди і подякував Анчелотті за запрошення футболіста.
Наступного сезону здобув свій другий титул чемпіона Німеччини у складі Баварії, провівши 28 матчів і забивши 7 голів. По завершенні сезону німецький клуб відмовився від права викупу контракту колумбійця, і він повернувся до «Реала».

### «Евертон»
Після повернення до Мадрида не зміг стати помітною фігурою у складі «вершкових», провівши у переможному для його команди розіграші Ла-Ліги 2019/20 лише 8 ігор.
У вересні 2020 року Родрігеса, який на той час вже перебував у статусі вільного агента після завершення контракту з «Реалом», учергове запросив до своєї команди Карло Анчелотті, що на той час очолював англійський «Евертон». Ліверпульський клуб уклав з колумбійцем дворічну угоду. Відразу ж почав виправдовувати довіру тренера, ставши одним з героїв початку розіграшу Прем'єр-ліги 2020/21, забивши три голи і зробивши дві результативні передачі у чотирьох стартових турах змагання, після яких «Евертон» очолив турнірну таблицю чемпіонату.
За сезон 2020/21 Родрігес зіграв 23 матчі і відзначився шістьмома забитими м'ячами.

### «Ар-Райян»
22 вересня 2021 року стало відомо про перехід колумбійця до складу катарського «Ар-Райяна» за 8 мільйонів євро.

## Виступи за збірні
2007 року дебютував у складі юнацької збірної Колумбії, взяв участь у 11 іграх на юнацькому рівні, відзначившись 3 забитими голами.
2011 року залучався до складу молодіжної збірної Колумбії, разом з якою брав участь у домашньому молодіжному чемпіонаті світу 2011 року. Всього на молодіжному рівні зіграв у 5 офіційних матчах, забив 3 голи.
11 жовтня 2011 року дебютував в офіційних матчах у складі національної збірної Колумбії в грі проти збірної Болівії.
У складі збірної був учасником чемпіонату світу 2014 у Бразилії, де тричі був названий «гравцем матчу». Збірна Колумбії зупинилася на стадії чвертьфіналу, а Хамес став найкращим бомбардиром мундіалю з 6 забитими голами. Забивав у кожній з п'яти зустрічей колумбійців на турнірі, причому у грі 1/8 проти Уругваю (перемога 2:0) забив обидва голи у матчі.
Протягом двох наступних років був учасником розіграшу Кубка Америки 2015 року у Чилі, а також розіграшу Кубка Америки 2016 року у США. На обох континентальних турнірах відіграв в усіх матчах Колумбії, на другому з них був капітаном команди, відзначився двома голами на груповому етапі та допоміг здобути бронзові медалі першості.
2018 року поїхав на свій другий чемпіонат світу. У матчах групового етапу, на відміну від попереднього мундіалю, голами не відзначався, проте двічі асистував своїм партнерам по команді, чиї голи вивели південноамериканців до стадії плей-оф.
Наступного року був основним гравцем колумбійської збірної на Кубку Америки 2019, де вона припинила боротьбу на стадії чвертьфіналів.
16 червня 2024 року товариський матч проти збірної Болівії став для нього ювілейним, 100-им, в збірній Колумбії. Він став лише 7-им гравцем збірної, який досяг цієї позначки.

## Статистика виступів

### Статистика клубних виступів
Станом на 11 жовтня 2023 року
| Сезон                   | Команда                 | Чемпіонат               | Чемпіонат | Чемпіонат | Національний кубок | Національний кубок | Національний кубок | Континентальні кубки | Континентальні кубки | Континентальні кубки | Інші змагання | Інші змагання | Інші змагання | Усього | Усього |
| Сезон                   | Команда                 | Ліга                    | Ігор      | Голів     | Ліга               | Ігор               | Голів              | Ліга                 | Ігор                 | Голів                | Ліга          | Ігор          | Голів         | Ігор   | Голів  |
| ----------------------- | ----------------------- | ----------------------- | --------- | --------- | ------------------ | ------------------ | ------------------ | -------------------- | -------------------- | -------------------- | ------------- | ------------- | ------------- | ------ | ------ |
| 2006–07                 | «Енвігадо»              | A                       | 8         | 0         | -                  | -                  | -                  | -                    | -                    | -                    | -             | -             | -             | 8      | 0      |
| 2007–08                 | «Енвігадо»              | A                       | 22        | 9         | -                  | -                  | -                  | -                    | -                    | -                    | -             | -             | -             | 22     | 9      |
| Усього за «Енвігадо»    | Усього за «Енвігадо»    | Усього за «Енвігадо»    | 30        | 9         |                    | -                  | -                  |                      | -                    | -                    |               | -             | -             | 30     | 9      |
| 2008–09                 | «Банфілд»               | ПД                      | 12        | 1         | -                  | -                  | -                  | -                    | -                    | -                    | -             | -             | -             | 12     | 1      |
| 2009–10                 | «Банфілд»               | ПД                      | 30        | 4         | -                  | -                  | -                  | КЛ                   | 8                    | 5                    | -             | -             | -             | 38     | 9      |
| Усього за «Банфілд»     | Усього за «Банфілд»     | Усього за «Банфілд»     | 42        | 5         |                    | -                  | -                  |                      | 8                    | 5                    |               | -             | -             | 50     | 10     |
| 2010–11                 | «Порту»                 | ПЛ                      | 15        | 2         | КП+КПЛ             | 6+2                | 3+0                | ЛЄ                   | 9                    | 1                    | -             | -             | -             | 32     | 6      |
| 2011–12                 | «Порту»                 | ПЛ                      | 26        | 13        | КП+КПЛ             | 1+3                | 0+0                | ЛЧ+ ЛЄ               | 6+2                  | 1+0                  | СП+СУ         | 0+0           | 0+0           | 38     | 14     |
| 2012–13                 | «Порту»                 | ПЛ                      | 24        | 10        | КП+КПЛ             | 1+1                | 0+0                | ЛЧ                   | 8                    | 1                    | -             | -             | -             | 34     | 11     |
| Усього за «Порту»       | Усього за «Порту»       | Усього за «Порту»       | 65        | 25        |                    | 14                 | 3                  |                      | 25                   | 3                    |               | -             | -             | 104    | 31     |
| 2013–14                 | «Монако»                | Л1                      | 34        | 9         | КФ+КЛ              | 3+1                | 1+0                | -                    | -                    | -                    | -             | -             | -             | 38     | 10     |
| 2014–15                 | «Реал Мадрид»           | ПД                      | 29        | 13        | КІ                 | 4                  | 2                  | ЛЧ                   | 9                    | 1                    | СУ+СІ+КЧС     | 1+2+1         | 0+1+0         | 46     | 17     |
| 2015–16                 | «Реал Мадрид»           | ПД                      | 26        | 7         | КІ                 | 1                  | 0                  | ЛЧ                   | 5                    | 1                    | -             | -             | -             | 32     | 8      |
| 2016–17                 | «Реал Мадрид»           | ПД                      | 22        | 8         | КІ                 | 3                  | 3                  | ЛЧ                   | 6                    | 0                    | СУ+КЧС        | 1+1           | 0+0           | 32     | 11     |
| 2017–18                 | «Баварія»               | БЛ                      | 23        | 7         | КН                 | 4                  | 0                  | ЛЧ                   | 12                   | 1                    | СН            | 0             | 0             | 39     | 8      |
| 2018–19                 | «Баварія»               | БЛ                      | 20        | 7         | КН                 | 3                  | 0                  | ЛЧ                   | 5                    | 0                    | СН            | 0             | 0             | 28     | 7      |
| Усього за «Баварію»     | Усього за «Баварію»     | Усього за «Баварію»     | 43        | 14        |                    | 7                  | 0                  |                      | 17                   | 1                    |               | 0             | 0             | 67     | 15     |
| 2019–20                 | «Реал Мадрид»           | ПД                      | 8         | 1         | КІ                 | 3                  | 0                  | ЛЧ                   | 2                    | 0                    | СІ            | 1             | 0             | 14     | 1      |
| Усього за «Реал Мадрид» | Усього за «Реал Мадрид» | Усього за «Реал Мадрид» | 85        | 29        |                    | 11                 | 5                  |                      | 23                   | 2                    |               | 7             | 1             | 124    | 37     |
| 2020–21                 | «Евертон»               | ПЛ                      | 23        | 6         | КА+КЛ              | 2+1                | 0                  | -                    | -                    | -                    | -             | -             | -             | 26     | 6      |
| Усього за «Евертон»     | Усього за «Евертон»     | Усього за «Евертон»     | 23        | 6         |                    | 3                  | 0                  |                      | 0                    | 0                    |               | 0             | 0             | 26     | 6      |
| 2021–22                 | «Аль-Райан»             | ЛЗ                      | 12        | 4         | КЕ                 | 1                  | 0                  | -                    | -                    | -                    | -             | -             | -             | 13     | 4      |
| 2022-23                 | «Аль-Райан»             | ЛЗ                      | 1         | 0         | КЕ                 | 2                  | 1                  | -                    | -                    | -                    | -             | -             | -             | 3      | 1      |
| Усього за «Аль-Райан»   | Усього за «Аль-Райан»   | Усього за «Аль-Райан»   | 13        | 4         |                    | 3                  | 1                  |                      | 0                    | 0                    |               | 0             | 0             | 16     | 5      |
| 2022–23                 | «Олімпіакос»            | СЛ                      | 20        | 5         | КГ                 | 3                  | 0                  | -                    | -                    | -                    | -             | -             | -             | 23     | 5      |
| Усього за «Олімпіакос»  | Усього за «Олімпіакос»  | Усього за «Олімпіакос»  | 20        | 5         |                    | 3                  | 0                  |                      | 0                    | 0                    |               | 0             | 0             | 23     | 5      |
| 2023                    | «Сан-Паулу»             | Серія А                 | 7         | 1         | КБ+ПК              | 0+2                | 0                  | -                    | -                    | -                    | -             | -             | -             | 9      | 1      |
| Усього за «Сан-Паулу»   | Усього за «Сан-Паулу»   | Усього за «Сан-Паулу»   | 7         | 1         |                    | 2                  | 0                  |                      | 0                    | 0                    |               | 0             | 0             | 9      | 1      |
| Усього за кар'єру       | Усього за кар'єру       | Усього за кар'єру       | 328       | 98        |                    | 43                 | 9                  |                      | 73                   | 11                   |               | 7             | 1             | 449    | 119    |

### Статистика виступів за збірну
Станом на 1 жовтня 2020 року
| Дата       | Місто                 | Господарі      | Результат          | Гості       | Турнір                                 | Голи | Примітки   |
| ---------- | --------------------- | -------------- | ------------------ | ----------- | -------------------------------------- | ---- | ---------- |
| 11-10-2011 | Ла-Пас                | Болівія        | 1 – 2              | Колумбія    | Відбір до ЧС 2014                      | -    |            |
| 11-11-2011 | Барранкілья           | Колумбія       | 1 – 1              | Венесуела   | Відбір до ЧС 2014                      | -    | 90+1'      |
| 15-11-2011 | Барранкілья           | Колумбія       | 1 – 2              | Аргентина   | Відбір до ЧС 2014                      | -    |            |
| 29-2-2012  | Маямі-Ґарденс         | Мексика        | 0 – 2              | Колумбія    | товариський матч                       | -    | 79'        |
| 3-6-2012   | Ліма                  | Перу           | 0 – 1              | Колумбія    | Відбір до ЧС 2014                      | 1    | 90+1'      |
| 10-6-2012  | Кіто                  | Еквадор        | 1 – 0              | Колумбія    | Відбір до ЧС 2014                      | -    |            |
| 7-9-2012   | Барранкілья           | Колумбія       | 4 – 0              | Уругвай     | Відбір до ЧС 2014                      | -    | 83'        |
| 11-9-2012  | Сантьяго              | Чилі           | 1 – 3              | Колумбія    | Відбір до ЧС 2014                      | 1    | 75'        |
| 12-10-2012 | Барранкілья           | Колумбія       | 2 – 0              | Парагвай    | Відбір до ЧС 2014                      | -    |            |
| 14-11-2012 | Іст-Ратерфорд         | Бразилія       | 1 – 1              | Колумбія    | товариський матч                       | -    |            |
| 22-3-2013  | Барранкілья           | Колумбія       | 5 – 0              | Болівія     | Відбір до ЧС 2014                      | -    | 83'        |
| 26-3-2013  | Пуерто-Ордас          | Венесуела      | 1 – 0              | Колумбія    | Відбір до ЧС 2014                      | -    |            |
| 7-6-2013   | Буенос-Айрес          | Аргентина      | 0 – 0              | Колумбія    | Відбір до ЧС 2014                      | -    | 34'        |
| 14-8-2013  | Барселона             | Колумбія       | 1 – 0              | Сербія      | товариський матч                       | -    | 59'        |
| 6-9-2013   | Барранкілья           | Колумбія       | 1 – 0              | Еквадор     | Відбір до ЧС 2014                      | 1    |            |
| 10-9-2013  | Монтевідео            | Уругвай        | 2 – 0              | Колумбія    | Відбір до ЧС 2014                      | -    | 86'        |
| 11-10-2013 | Барранкілья           | Колумбія       | 3 – 3              | Чилі        | Відбір до ЧС 2014                      | -    |            |
| 15-10-2013 | Асунсьйон             | Парагвай       | 1 – 2              | Колумбія    | Відбір до ЧС 2014                      | -    | 89'        |
| 14-11-2013 | Брюссель              | Бельгія        | 0 – 2              | Колумбія    | товариський матч                       | -    | 79'        |
| 19-11-2013 | Амстердам             | Нідерланди     | 0 – 0              | Колумбія    | товариський матч                       | -    |            |
| 5-3-2014   | Курналя-да-Любрагат   | Колумбія       | 1 – 1              | Туніс       | товариський матч                       | 1    | 85'        |
| 6-6-2014   | Буенос-Айрес          | Колумбія       | 3 – 0              | Йорданія    | товариський матч                       | 1    | 46'        |
| 14-6-2014  | Белу-Оризонті         | Колумбія       | 3 – 0              | Греція      | ЧС 2014 - 1-й етап                     | 1    |            |
| 19-6-2014  | Бразиліа              | Колумбія       | 2 – 1              | Кот-д'Івуар | ЧС 2014 - 1-й етап                     | 1    |            |
| 24-6-2014  | Куяба                 | Японія         | 1 – 4              | Колумбія    | ЧС 2014 - 1-й етап                     | 1    | 46'        |
| 28-6-2014  | Ріо-де-Жанейро        | Колумбія       | 2 – 0              | Уругвай     | ЧС 2014 - 1/8 фіналу                   | 2    | 85'        |
| 4-7-2014   | Форталеза             | Бразилія       | 2 – 1              | Колумбія    | ЧС 2014 - чвертьфінал                  | 1    | 67'        |
| 5-9-2014   | Маямі-Ґарденс         | Бразилія       | 1 – 0              | Колумбія    | товариський матч                       | -    | 77'        |
| 10-10-2014 | Нью-Джерсі            | Колумбія       | 3 – 0              | Сальвадор   | товариський матч                       | -    | 71' - 82'  |
| 14-10-2014 | Нью-Джерсі            | Канада         | 0 – 1              | Колумбія    | товариський матч                       | 1    | 82'        |
| 14-11-2014 | Лондон                | США            | 1 – 2              | Колумбія    | товариський матч                       | -    | 35'        |
| 18-11-2014 | Любляна               | Словенія       | 0 – 1              | Колумбія    | товариський матч                       | -    | 73'        |
| 6-6-2015   | Буенос-Айрес          | Колумбія       | 1 – 0              | Коста-Рика  | товариський матч                       | -    |            |
| 14-6-2015  | Ранкагуа              | Колумбія       | 0 – 1              | Венесуела   | Копа Америка 2015 - 1-й етап           | -    | 86'        |
| 17-6-2015  | Сантьяго              | Бразилія       | 0 – 1              | Колумбія    | Копа Америка 2015 - 1-й етап           | -    |            |
| 21-6-2015  | Темуко                | Колумбія       | 0 – 0              | Перу        | Копа Америка 2015 - 1-й етап           | -    |            |
| 26-6-2015  | Вінья-дель-Мар        | Аргентина      | 0 – 0 (5 – 4 п.п.) | Колумбія    | Копа Америка 2015 - чвертьфінал        | -    | кап. - 12' |
| 8-9-2015   | Гаррісон              | Колумбія       | 1 – 1              | Перу        | товариський матч                       | -    | кап. - 59' |
| 12-11-2015 | Сантьяго              | Чилі           | 1 – 1              | Колумбія    | Відбір до ЧС 2018                      | 1    | кап.       |
| 17-11-2015 | Барранкілья           | Колумбія       | 0 – 1              | Аргентина   | Відбір до ЧС 2018                      | -    | кап.       |
| 24-3-2016  | Ла-Пас                | Болівія        | 2 – 3              | Колумбія    | Відбір до ЧС 2018                      | 1    | кап.       |
| 29-3-2016  | Барранкілья           | Колумбія       | 3 – 1              | Еквадор     | Відбір до ЧС 2018                      | -    | кап.       |
| 3-6-2016   | Санта-Клара           | США            | 0 – 2              | Колумбія    | Копа Америка 2016 - 1-й етап           | 1    | кап. - 72' |
| 7-6-2016   | Пасадена (Каліфорнія) | Колумбія       | 2 – 1              | Парагвай    | Копа Америка 2016 - 1-й етап           | 1    | кап.       |
| 11-6-2016  | Х'юстон               | Колумбія       | 2 – 3              | Коста-Рика  | Копа Америка 2016 - 1-й етап           | -    | 46'        |
| 17-6-2016  | Іст-Ратерфорд         | Перу           | 0 – 0 (2 – 4 п.п.) | Колумбія    | Копа Америка 2016 - чвертьфінал        | -    | кап.       |
| 22-6-2016  | Чикаго                | Колумбія       | 0 – 2              | Чилі        | Копа Америка 2016 - півфінал           | -    | кап. - 90' |
| 25-6-2016  | Глендейл              | США            | 0 – 1              | Колумбія    | Копа Америка 2016 - матч за 3-тє місце | -    | кап.       |
| 1-9-2016   | Барранкілья           | Колумбія       | 2 – 0              | Венесуела   | Відбір до ЧС 2018                      | 1    | кап.       |
| 6-9-2016   | Манаус                | Бразилія       | 2 – 1              | Колумбія    | Відбір до ЧС 2018                      | -    | кап.       |
| 10-11-2016 | Барранкілья           | Колумбія       | 0 – 0              | Чилі        | Відбір до ЧС 2018                      | -    | кап.       |
| 15-11-2016 | Сан-Хуан              | Аргентина      | 3 – 0              | Колумбія    | Відбір до ЧС 2018                      | -    | кап. - 29' |
| 23-3-2017  | Барранкілья           | Колумбія       | 1 – 0              | Болівія     | Відбір до ЧС 2018                      | 1    | кап.       |
| 28-3-2017  | Кіто                  | Еквадор        | 0 – 2              | Колумбія    | Відбір до ЧС 2018                      | 1    | кап.       |
| 7-6-2017   | Мурсія                | Іспанія        | 2 – 2              | Колумбія    | товариський матч                       | -    | кап. - 80' |
| 13-6-2017  | Хетафе                | Камерун        | 0 – 4              | Колумбія    | товариський матч                       | 1    | кап.       |
| 5-9-2017   | Барранкілья           | Колумбія       | 1 – 1              | Бразилія    | Відбір до ЧС 2018                      | -    | кап.       |
| 5-10-2017  | Барранкілья           | Колумбія       | 1 – 2              | Парагвай    | Відбір до ЧС 2018                      | -    |            |
| 10-10-2017 | Ліма                  | Перу           | 1 – 1              | Колумбія    | Відбір до ЧС 2018                      | 1    |            |
| 10-11-2017 | Сувон                 | Південна Корея | 2 – 1              | Колумбія    | товариський матч                       | -    |            |
| 23-3-2018  | Сен-Дені              | Франція        | 2 – 3              | Колумбія    | товариський матч                       | -    | 83'        |
| 27-3-2018  | Лондон                | Колумбія       | 0 – 0              | Австралія   | товариський матч                       | -    | 83'        |
| 1-6-2018   | Бергамо               | Єгипет         | 0 – 0              | Колумбія    | товариський матч                       | -    |            |
| 19-6-2018  | Саранськ              | Колумбія       | 1 – 2              | Японія      | ЧС 2018 - 1-й етап                     | -    | 59', 86'   |
| 24-6-2018  | Казань                | Польща         | 0 – 3              | Колумбія    | ЧС 2018 - 1-й етап                     | -    |            |
| 28-6-2018  | Самара                | Сенегал        | 0 – 1              | Колумбія    | ЧС 2018 - 1-й етап                     | -    | 30'        |
| 12-10-2018 | Тампа                 | США            | 2 – 4              | Колумбія    | товариський матч                       | 1    | 82'        |
| 17-10-2018 | Гаррісон              | Колумбія       | 3 – 1              | Коста-Рика  | товариський матч                       | -    | 88'        |
| 22-3-2019  | Йокогама              | Японія         | 0 – 1              | Колумбія    | товариський матч                       | -    | 87'        |
| 26-3-2019  | Сеул                  | Південна Корея | 2 – 1              | Колумбія    | товариський матч                       | -    | 46'        |
| 4-6-2019   | Богота                | Колумбія       | 3 – 0              | Панама      | товариський матч                       | -    | 65'        |
| 9-6-2019   | Ліма                  | Перу           | 0 – 3              | Колумбія    | товариський матч                       | -    | 74'        |
| 15-6-2019  | Салвадор (Бразилія)   | Аргентина      | 0 – 2              | Колумбія    | Копа Америка 2019 - 1-й етап           | -    |            |
| 19-6-2019  | Сан-Паулу             | Колумбія       | 1 – 0              | Катар       | Копа Америка 2019 - 1-й етап           | -    | кап.       |
| 23-6-2019  | Салвадор (Бразилія)   | Колумбія       | 1 – 0              | Парагвай    | Копа Америка 2019 - 1-й етап           | -    | 58'        |
| 29-6-2019  | Сан-Паулу             | Колумбія       | 0 – 0 (4 – 5 п.п.) | Чилі        | Копа Америка 2019 - чвертьфінал        | -    | 89'        |
| Усього     |                       | Матчів         | 76                 |             | Голів (3 місце)                        | 22   |            |

## Титули і досягнення

### Клубні
«Банфілд»
- Чемпіон Аргентини (Апертура) (1): 2009

«Порту»
- Чемпіон Португалії (3): 2010-11, 2011-12, 2012-13
- Володар кубку Португалії (1): 2010-11
- Володар суперкубку Португалії (3): 2010, 2011, 2012
- Переможець Ліги Європи (1): 2010-11

«Реал Мадрид»
- Чемпіон Іспанії (2): 2016-17, 2019-20
- Володар Суперкубка Іспанії (1): 2019
- Володар Суперкубка УЄФА (2): 2014, 2016
- Переможець Ліги Чемпіонів УЄФА (2): 2016, 2017
- Переможець Клубного чемпіонат світу з футболу (2): 2014, 2016

«Баварія»
- Володар суперкубку Німеччини (2): 2017, 2018
- Чемпіон Німеччини (2): 2017–18, 2018–19
- Володар Кубка Німеччини (1): 2018–19

«Сан-Паулу»
- Володар Кубка Бразилії (1): 2023

### Особисті
- Нагорода імені Ференца Пушкаша (1): 2014
- Золота бутса чемпіонату світу (1): 2014

### Міжнародні
- Бронзовий призер Кубку Америки (1): 2016